# Један и три
„Један и три“ је југословенски филм из 1965. године. Режирала га је Љиљана Билуш, а сценарио су писали Френк Мјур и Денис Норден

## Улоге
| Глумац             | Улога |
| ------------------ | ----- |
| Бранко Боначи      |       |
| Ета Бортолаци      |       |
| Драган Миливојевић |       |
| Лена Политео       |       |
| Бранка Стрмац      |       |
| Иван Шубић         |       |